# Sociedade de Desenvolvimento Mineiro
Sociedade de Desenvolvimento Mineiro (SDM) é uma companhia mineira, de tipo empreendimento conjunto, com 50% de suas ações pertencentes à empresa angolana Endiama e os outros 50 % pertencem à empresa brasileira Odebrecht (atual Novonor). Sua sede administrativa fica em Luanda, Angola.
Sua zona de operações principal está localizada nas províncias da Lunda Norte e de Malanje, na região da sub-bacia do rio Cuango.
A SDM explora diamantes de alta qualidade que são basicamente usados para a fabricação de jóias. Seu projeto teve um ganho de 83 726 933 dólares americanos em 2001. A empresa tem cerca de 1100 empregados.
Seu presidente é Telirio Pinto Jr.